# مارکت اورتون
مارکت اورتون (به انگلیسی: Market Overton) یک روستا و محله مدنی در بریتانیا است که در راتلند واقع شده‌است. مارکت اورتون ۴۹۴ نفر جمعیت دارد.